# Wolfgang Freitag (Journalist)
Wolfgang Freitag (* 12. Februar 1958 in Wien) ist ein österreichischer Journalist.

## Leben
Wolfgang Freitag wuchs in Wien auf, studierte zunächst an der Universität für Bodenkultur, veröffentlichte daneben aber bereits erste Texte im von Jörg Mauthe gegründeten „Wiener Journal“. Seit 1984 war er zunächst für die Wiener Tageszeitungen Die Presse und Kurier sowie die Monatszeitschrift Die Bühne und Theater der Zeit als freier Journalist tätig. Er arbeitete dramaturgisch an Theaterprojekten sowie Film- und Videodokumentationen bei freien Gruppen in Wien und Salzburg mit und war Jurymitglied des Bühnenbeirats des Bundes. Sein besonderes Interesse galt in dieser Zeit innovativen Kindertheaterkonzepten.
Von 1995 bis 2023 war er Redakteur des „Spectrum“, der Wochenendfeuilleton-Beilage der Tageszeitung „Die Presse“, von 2019 bis 2021 als Ressortleiter. Seit 2013 ist er zudem wöchentlicher Stadtbild-Kolumnist der Presse. Seit 2023 ist er wieder freischaffend tätig. Sein vorrangiges Fachgebiet sind Comic und Graphic Novels, aber auch Reise und Architektur.
Neben seiner journalistischen Tätigkeit arbeitet er laufend fotografisch, bis 2021 vor allem für das „Spectrum“. Seine Fotos wurden in diversen Fotoausstellungen gezeigt, u. a. im Rahmen des „Monats der Fotografie“ in Wien 2012.

## Werke
- Amadeus & Co – Mozart im Film. Edition Umbruch, Mödling 1991, ISBN 3-900-60212-3
- Zu den Schattenorten von Wien. Metroverlag, Wien 2011, ISBN 3-99300-055-2
- Wo Wien beginnt: Eine Erkundnung der Stadt vom Rand her. Metroverlag, Wien, ISBN 3-993-00210-5
- Der Fall Karl Horvath – Ein Loipersdorfer ‚Zigeuner‘ vor dem Linzer Volksgericht. Mandelbaum Verlag, Wien, ISBN 3-854-76575-4
- Nur in Wien – Von den kleinen Dingen, die die große Stadt bedeuten. Czernin Verlag, Wien, ISBN 3-707-60800-X